# تریس لیست
تریس لیسِت (به انگلیسی: Trace Lysette) (زاده ۲ اکتبر ۱۹۸۷) بازیگر آمریکایی است.
او یک زن ترنس است.
از فیلم‌های معروف او می‌توان به بازی در فیلم شیادان و مونیکا اشاره کرد.

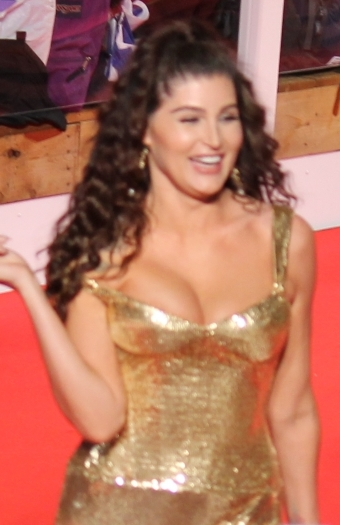
تریس لیست در سال ۲۰۱۹